# NGC 5427
NGC 5427 (również PGC 50084 lub UGCA 381) – galaktyka spiralna z poprzeczką (SBc), znajdująca się w gwiazdozbiorze Panny w odległości około 90 milionów lat świetlnych. Została odkryta 5 marca 1785 roku przez Williama Herschela.
Galaktyka NGC 5427 znajduje się w trakcie zderzenia z NGC 5426. Obie galaktyki razem mają 130 000 lat świetlnych średnicy. Stanowią obiekt Arp 271 w Atlasie Osobliwych Galaktyk Haltona Arpa.
W galaktyce NGC 5427 zaobserwowano supernową SN 1976D.